# Широв, Алексей Дмитриевич
Алексе́й Дми́триевич Ши́ров (латыш. Aleksejs Širovs, исп. Alexéi Shírov; род. 4 июля 1972, Рига) — испанский, ранее советский и латвийский шахматист, гроссмейстер (1990), претендент на звание чемпиона мира по шахматам.

## Биография
Чемпион мира среди кадетов 1988 года. На чемпионате мира среди юношей 1989 года разделил 6-7 места. Участник 1-й лиги чемпионата СССР (1988) — 12-13 места. Лучшие результаты в международных соревнованиях: Москва (1989) — 11-40 места; Торси (1989) — 1-2 места.
В 1994 году занимал второе место в рейтинге ФИДЕ после Анатолия Карпова. На основе этого Широву предложили сыграть матч из 10 партий с Крамником. Победитель по регламенту должен был сразиться с Каспаровым за шахматную корону. В Касорле Широв победил Владимира Крамника со счётом 5,5—3,5 (+2=7−0), однако главный спонсор Луис Рентеро из-за финансовых проблем отказался от организации матча Широв—Каспаров. Других спонсоров Каспаров найти не смог. При этом Широв не получил ни призовых за матч с Крамником, ни отступных за несостоявшийся матч с Каспаровым. Позднее Широв и Каспаров обвиняли в срыве переговоров друг друга. В 2000 году проигравший в отборе Широву Крамник обыграл Каспарова и стал чемпионом мира. 
С 1996 года — негражданин Латвии. Получил подданство Испании и представлял эту страну. В 2011—2018 годах представлял Латвию, имея испанский паспорт. С апреля 2018 года вновь представляет Испанию. 

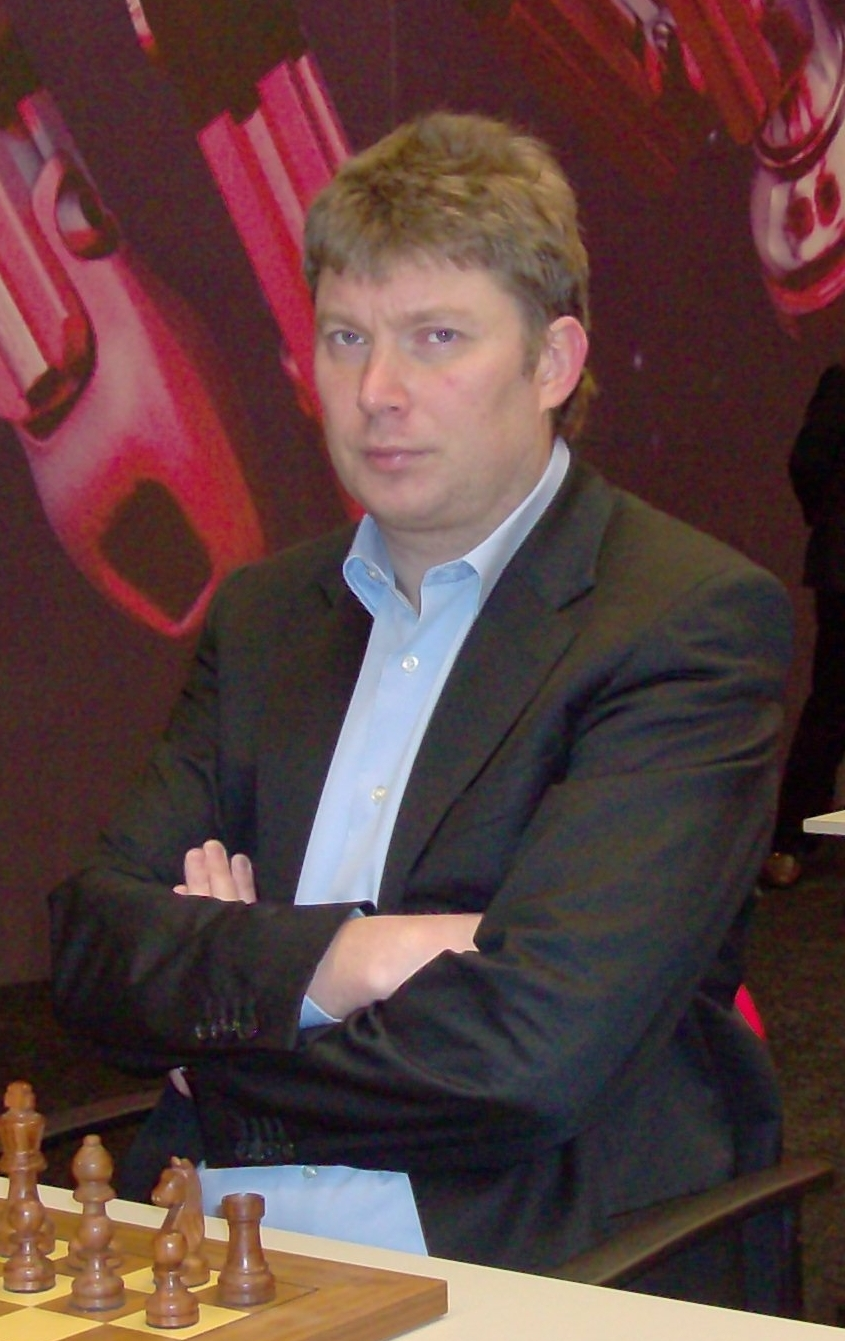
2010 год

В 2000 году Широв вышел в финал чемпионата мира ФИДЕ, где проиграл Ананду. Широв стал вице-чемпионом мира ФИДЕ в 2000—2002 годах. Финалист Кубка мира 2007 года.
Член символического клуба победителей чемпионов мира Михаила Чигорина с 16 января 2003 года.
В 2009 году стал победителем турнира XXI категории М-tel (София), опередив Иванчука, Карлсена и Топалова.
В 2015 году победил на международном шахматном турнире «Рижский технический университет Опен» в Риге.
Самая длинная партия в карьере Широва (с Карлсеном) состоялась 11 октября 2010, в ней было сделано 174 хода. Широв отстоял ничью в нестандартном эндшпиле «ферзь против трёх лёгких фигур».

## Стиль игры
Стиль игры Широва близок к стилю восьмого чемпиона мира Михаила Таля (1936—1992). Таль привлекал Широва на свои сборы в конце 1980-х и оказал большое влияние на формирование стиля игры Широва. «Этот мальчик уже сейчас считает лучше меня», — сказал про молодого ученика Таль. Михаил Ботвинник очень высоко отзывался о шахматном таланте Алексея Широва. Каспаров упоминает, что и на сессиях «Школы Ботвинника — Каспарова» Ботвинник неоднократно подчеркивал его исключительную одаренность.
|   | a | b | c | d | e | f | g | h |   |
| - | --- | --- | --- | --- | --- | --- | --- | --- | - |
| 8 | e6 чёрный король · f6 чёрная пешка · g6 чёрная пешка · d5 чёрная пешка · f5 чёрный слон · a4 чёрная пешка · h4 белая пешка · c3 белый слон · g2 белая пешка · g1 белый король | e6 чёрный король · f6 чёрная пешка · g6 чёрная пешка · d5 чёрная пешка · f5 чёрный слон · a4 чёрная пешка · h4 белая пешка · c3 белый слон · g2 белая пешка · g1 белый король | e6 чёрный король · f6 чёрная пешка · g6 чёрная пешка · d5 чёрная пешка · f5 чёрный слон · a4 чёрная пешка · h4 белая пешка · c3 белый слон · g2 белая пешка · g1 белый король | e6 чёрный король · f6 чёрная пешка · g6 чёрная пешка · d5 чёрная пешка · f5 чёрный слон · a4 чёрная пешка · h4 белая пешка · c3 белый слон · g2 белая пешка · g1 белый король | e6 чёрный король · f6 чёрная пешка · g6 чёрная пешка · d5 чёрная пешка · f5 чёрный слон · a4 чёрная пешка · h4 белая пешка · c3 белый слон · g2 белая пешка · g1 белый король | e6 чёрный король · f6 чёрная пешка · g6 чёрная пешка · d5 чёрная пешка · f5 чёрный слон · a4 чёрная пешка · h4 белая пешка · c3 белый слон · g2 белая пешка · g1 белый король | e6 чёрный король · f6 чёрная пешка · g6 чёрная пешка · d5 чёрная пешка · f5 чёрный слон · a4 чёрная пешка · h4 белая пешка · c3 белый слон · g2 белая пешка · g1 белый король | e6 чёрный король · f6 чёрная пешка · g6 чёрная пешка · d5 чёрная пешка · f5 чёрный слон · a4 чёрная пешка · h4 белая пешка · c3 белый слон · g2 белая пешка · g1 белый король | 8 |
| 7 | e6 чёрный король · f6 чёрная пешка · g6 чёрная пешка · d5 чёрная пешка · f5 чёрный слон · a4 чёрная пешка · h4 белая пешка · c3 белый слон · g2 белая пешка · g1 белый король | e6 чёрный король · f6 чёрная пешка · g6 чёрная пешка · d5 чёрная пешка · f5 чёрный слон · a4 чёрная пешка · h4 белая пешка · c3 белый слон · g2 белая пешка · g1 белый король | e6 чёрный король · f6 чёрная пешка · g6 чёрная пешка · d5 чёрная пешка · f5 чёрный слон · a4 чёрная пешка · h4 белая пешка · c3 белый слон · g2 белая пешка · g1 белый король | e6 чёрный король · f6 чёрная пешка · g6 чёрная пешка · d5 чёрная пешка · f5 чёрный слон · a4 чёрная пешка · h4 белая пешка · c3 белый слон · g2 белая пешка · g1 белый король | e6 чёрный король · f6 чёрная пешка · g6 чёрная пешка · d5 чёрная пешка · f5 чёрный слон · a4 чёрная пешка · h4 белая пешка · c3 белый слон · g2 белая пешка · g1 белый король | e6 чёрный король · f6 чёрная пешка · g6 чёрная пешка · d5 чёрная пешка · f5 чёрный слон · a4 чёрная пешка · h4 белая пешка · c3 белый слон · g2 белая пешка · g1 белый король | e6 чёрный король · f6 чёрная пешка · g6 чёрная пешка · d5 чёрная пешка · f5 чёрный слон · a4 чёрная пешка · h4 белая пешка · c3 белый слон · g2 белая пешка · g1 белый король | e6 чёрный король · f6 чёрная пешка · g6 чёрная пешка · d5 чёрная пешка · f5 чёрный слон · a4 чёрная пешка · h4 белая пешка · c3 белый слон · g2 белая пешка · g1 белый король | 7 |
| 6 | e6 чёрный король · f6 чёрная пешка · g6 чёрная пешка · d5 чёрная пешка · f5 чёрный слон · a4 чёрная пешка · h4 белая пешка · c3 белый слон · g2 белая пешка · g1 белый король | e6 чёрный король · f6 чёрная пешка · g6 чёрная пешка · d5 чёрная пешка · f5 чёрный слон · a4 чёрная пешка · h4 белая пешка · c3 белый слон · g2 белая пешка · g1 белый король | e6 чёрный король · f6 чёрная пешка · g6 чёрная пешка · d5 чёрная пешка · f5 чёрный слон · a4 чёрная пешка · h4 белая пешка · c3 белый слон · g2 белая пешка · g1 белый король | e6 чёрный король · f6 чёрная пешка · g6 чёрная пешка · d5 чёрная пешка · f5 чёрный слон · a4 чёрная пешка · h4 белая пешка · c3 белый слон · g2 белая пешка · g1 белый король | e6 чёрный король · f6 чёрная пешка · g6 чёрная пешка · d5 чёрная пешка · f5 чёрный слон · a4 чёрная пешка · h4 белая пешка · c3 белый слон · g2 белая пешка · g1 белый король | e6 чёрный король · f6 чёрная пешка · g6 чёрная пешка · d5 чёрная пешка · f5 чёрный слон · a4 чёрная пешка · h4 белая пешка · c3 белый слон · g2 белая пешка · g1 белый король | e6 чёрный король · f6 чёрная пешка · g6 чёрная пешка · d5 чёрная пешка · f5 чёрный слон · a4 чёрная пешка · h4 белая пешка · c3 белый слон · g2 белая пешка · g1 белый король | e6 чёрный король · f6 чёрная пешка · g6 чёрная пешка · d5 чёрная пешка · f5 чёрный слон · a4 чёрная пешка · h4 белая пешка · c3 белый слон · g2 белая пешка · g1 белый король | 6 |
| 5 | e6 чёрный король · f6 чёрная пешка · g6 чёрная пешка · d5 чёрная пешка · f5 чёрный слон · a4 чёрная пешка · h4 белая пешка · c3 белый слон · g2 белая пешка · g1 белый король | e6 чёрный король · f6 чёрная пешка · g6 чёрная пешка · d5 чёрная пешка · f5 чёрный слон · a4 чёрная пешка · h4 белая пешка · c3 белый слон · g2 белая пешка · g1 белый король | e6 чёрный король · f6 чёрная пешка · g6 чёрная пешка · d5 чёрная пешка · f5 чёрный слон · a4 чёрная пешка · h4 белая пешка · c3 белый слон · g2 белая пешка · g1 белый король | e6 чёрный король · f6 чёрная пешка · g6 чёрная пешка · d5 чёрная пешка · f5 чёрный слон · a4 чёрная пешка · h4 белая пешка · c3 белый слон · g2 белая пешка · g1 белый король | e6 чёрный король · f6 чёрная пешка · g6 чёрная пешка · d5 чёрная пешка · f5 чёрный слон · a4 чёрная пешка · h4 белая пешка · c3 белый слон · g2 белая пешка · g1 белый король | e6 чёрный король · f6 чёрная пешка · g6 чёрная пешка · d5 чёрная пешка · f5 чёрный слон · a4 чёрная пешка · h4 белая пешка · c3 белый слон · g2 белая пешка · g1 белый король | e6 чёрный король · f6 чёрная пешка · g6 чёрная пешка · d5 чёрная пешка · f5 чёрный слон · a4 чёрная пешка · h4 белая пешка · c3 белый слон · g2 белая пешка · g1 белый король | e6 чёрный король · f6 чёрная пешка · g6 чёрная пешка · d5 чёрная пешка · f5 чёрный слон · a4 чёрная пешка · h4 белая пешка · c3 белый слон · g2 белая пешка · g1 белый король | 5 |
| 4 | e6 чёрный король · f6 чёрная пешка · g6 чёрная пешка · d5 чёрная пешка · f5 чёрный слон · a4 чёрная пешка · h4 белая пешка · c3 белый слон · g2 белая пешка · g1 белый король | e6 чёрный король · f6 чёрная пешка · g6 чёрная пешка · d5 чёрная пешка · f5 чёрный слон · a4 чёрная пешка · h4 белая пешка · c3 белый слон · g2 белая пешка · g1 белый король | e6 чёрный король · f6 чёрная пешка · g6 чёрная пешка · d5 чёрная пешка · f5 чёрный слон · a4 чёрная пешка · h4 белая пешка · c3 белый слон · g2 белая пешка · g1 белый король | e6 чёрный король · f6 чёрная пешка · g6 чёрная пешка · d5 чёрная пешка · f5 чёрный слон · a4 чёрная пешка · h4 белая пешка · c3 белый слон · g2 белая пешка · g1 белый король | e6 чёрный король · f6 чёрная пешка · g6 чёрная пешка · d5 чёрная пешка · f5 чёрный слон · a4 чёрная пешка · h4 белая пешка · c3 белый слон · g2 белая пешка · g1 белый король | e6 чёрный король · f6 чёрная пешка · g6 чёрная пешка · d5 чёрная пешка · f5 чёрный слон · a4 чёрная пешка · h4 белая пешка · c3 белый слон · g2 белая пешка · g1 белый король | e6 чёрный король · f6 чёрная пешка · g6 чёрная пешка · d5 чёрная пешка · f5 чёрный слон · a4 чёрная пешка · h4 белая пешка · c3 белый слон · g2 белая пешка · g1 белый король | e6 чёрный король · f6 чёрная пешка · g6 чёрная пешка · d5 чёрная пешка · f5 чёрный слон · a4 чёрная пешка · h4 белая пешка · c3 белый слон · g2 белая пешка · g1 белый король | 4 |
| 3 | e6 чёрный король · f6 чёрная пешка · g6 чёрная пешка · d5 чёрная пешка · f5 чёрный слон · a4 чёрная пешка · h4 белая пешка · c3 белый слон · g2 белая пешка · g1 белый король | e6 чёрный король · f6 чёрная пешка · g6 чёрная пешка · d5 чёрная пешка · f5 чёрный слон · a4 чёрная пешка · h4 белая пешка · c3 белый слон · g2 белая пешка · g1 белый король | e6 чёрный король · f6 чёрная пешка · g6 чёрная пешка · d5 чёрная пешка · f5 чёрный слон · a4 чёрная пешка · h4 белая пешка · c3 белый слон · g2 белая пешка · g1 белый король | e6 чёрный король · f6 чёрная пешка · g6 чёрная пешка · d5 чёрная пешка · f5 чёрный слон · a4 чёрная пешка · h4 белая пешка · c3 белый слон · g2 белая пешка · g1 белый король | e6 чёрный король · f6 чёрная пешка · g6 чёрная пешка · d5 чёрная пешка · f5 чёрный слон · a4 чёрная пешка · h4 белая пешка · c3 белый слон · g2 белая пешка · g1 белый король | e6 чёрный король · f6 чёрная пешка · g6 чёрная пешка · d5 чёрная пешка · f5 чёрный слон · a4 чёрная пешка · h4 белая пешка · c3 белый слон · g2 белая пешка · g1 белый король | e6 чёрный король · f6 чёрная пешка · g6 чёрная пешка · d5 чёрная пешка · f5 чёрный слон · a4 чёрная пешка · h4 белая пешка · c3 белый слон · g2 белая пешка · g1 белый король | e6 чёрный король · f6 чёрная пешка · g6 чёрная пешка · d5 чёрная пешка · f5 чёрный слон · a4 чёрная пешка · h4 белая пешка · c3 белый слон · g2 белая пешка · g1 белый король | 3 |
| 2 | e6 чёрный король · f6 чёрная пешка · g6 чёрная пешка · d5 чёрная пешка · f5 чёрный слон · a4 чёрная пешка · h4 белая пешка · c3 белый слон · g2 белая пешка · g1 белый король | e6 чёрный король · f6 чёрная пешка · g6 чёрная пешка · d5 чёрная пешка · f5 чёрный слон · a4 чёрная пешка · h4 белая пешка · c3 белый слон · g2 белая пешка · g1 белый король | e6 чёрный король · f6 чёрная пешка · g6 чёрная пешка · d5 чёрная пешка · f5 чёрный слон · a4 чёрная пешка · h4 белая пешка · c3 белый слон · g2 белая пешка · g1 белый король | e6 чёрный король · f6 чёрная пешка · g6 чёрная пешка · d5 чёрная пешка · f5 чёрный слон · a4 чёрная пешка · h4 белая пешка · c3 белый слон · g2 белая пешка · g1 белый король | e6 чёрный король · f6 чёрная пешка · g6 чёрная пешка · d5 чёрная пешка · f5 чёрный слон · a4 чёрная пешка · h4 белая пешка · c3 белый слон · g2 белая пешка · g1 белый король | e6 чёрный король · f6 чёрная пешка · g6 чёрная пешка · d5 чёрная пешка · f5 чёрный слон · a4 чёрная пешка · h4 белая пешка · c3 белый слон · g2 белая пешка · g1 белый король | e6 чёрный король · f6 чёрная пешка · g6 чёрная пешка · d5 чёрная пешка · f5 чёрный слон · a4 чёрная пешка · h4 белая пешка · c3 белый слон · g2 белая пешка · g1 белый король | e6 чёрный король · f6 чёрная пешка · g6 чёрная пешка · d5 чёрная пешка · f5 чёрный слон · a4 чёрная пешка · h4 белая пешка · c3 белый слон · g2 белая пешка · g1 белый король | 2 |
| 1 | e6 чёрный король · f6 чёрная пешка · g6 чёрная пешка · d5 чёрная пешка · f5 чёрный слон · a4 чёрная пешка · h4 белая пешка · c3 белый слон · g2 белая пешка · g1 белый король | e6 чёрный король · f6 чёрная пешка · g6 чёрная пешка · d5 чёрная пешка · f5 чёрный слон · a4 чёрная пешка · h4 белая пешка · c3 белый слон · g2 белая пешка · g1 белый король | e6 чёрный король · f6 чёрная пешка · g6 чёрная пешка · d5 чёрная пешка · f5 чёрный слон · a4 чёрная пешка · h4 белая пешка · c3 белый слон · g2 белая пешка · g1 белый король | e6 чёрный король · f6 чёрная пешка · g6 чёрная пешка · d5 чёрная пешка · f5 чёрный слон · a4 чёрная пешка · h4 белая пешка · c3 белый слон · g2 белая пешка · g1 белый король | e6 чёрный король · f6 чёрная пешка · g6 чёрная пешка · d5 чёрная пешка · f5 чёрный слон · a4 чёрная пешка · h4 белая пешка · c3 белый слон · g2 белая пешка · g1 белый король | e6 чёрный король · f6 чёрная пешка · g6 чёрная пешка · d5 чёрная пешка · f5 чёрный слон · a4 чёрная пешка · h4 белая пешка · c3 белый слон · g2 белая пешка · g1 белый король | e6 чёрный король · f6 чёрная пешка · g6 чёрная пешка · d5 чёрная пешка · f5 чёрный слон · a4 чёрная пешка · h4 белая пешка · c3 белый слон · g2 белая пешка · g1 белый король | e6 чёрный король · f6 чёрная пешка · g6 чёрная пешка · d5 чёрная пешка · f5 чёрный слон · a4 чёрная пешка · h4 белая пешка · c3 белый слон · g2 белая пешка · g1 белый король | 1 |
|   | a | b | c | d | e | f | g | h |   |

В 1998 году на турнире в Линаресе Широв играл чёрными против будущего чемпиона мира по версии ФИДЕ Веселина Топалова и выиграл, пожертвовав своего единственного слона в эндшпиле:
1.d4 Nf6 2.c4 g6 3.Nc 3 d5 4.cxd5 Nxd5 5.e4 Nxc3 6.bxc3 Bg7 7.Bb5+ c6 8.Ba4 0-0 9.Ne2 Nd7 10.0-0 e5 11.f3 Qe7 12.Be3 Rd8 13.Qc2 Nb6 14.Bb3 Be6 15.Rad1 Nc4 16.Bc1 b5 17.f4 exd4 18.Nxd4 Bg4 19.Rde1 Qc5 20.Kh1 a5 21.h3 Bd7 22.a4 bxa4 23.Ba2 Be8 24.e5 Nb6 25. f5 Nd5 26.Bd2 Nb4 27.Qxa4 Nxa2 28.Qxa2 Bxe5 29.fxg6 hxg6 30.Bg5 Rd5 31.Re3 Qd6 32.Qe2 Bd7 33.c4 Bxd4 34.cxd5 Bxe3 35.Qxe3 Re8 36.Qc3 37.Bh6 Re5 38.Rf3 Qc5 39.Qa1 Bf5 40.Re3 f6 41.Rxe5 Qxe5 42.Qa2+ Qd5 43.Qxd5+ cxd5 44.Bd2 a4 45.Bc3 Kf7 46.h4 Ke6 47.Kg1 Bh3!! (диаграмма) 48.gxh3 Kf5 49.Kf2 Ke4 50.Bxf6 d4 51.Be7 Kd3 52.Bc5 Kc4 53.Be7 Kb3 0–1
Ход Широва считается одним из величайших в истории шахмат, в книге Джона Эммса «Самые удивительные шахматные ходы всех времён» он занимает первое место. 

## Спортивные достижения
| Год  | Город          | Турнир | +         | −   | =         | Результат                            | Место |
| ---- | -------------- | --- | --------- | --- | --------- | ------------------------------------ | ----- |
| 1993 | Линарес        | Международный турнир | 5         | 2   | 6         | 8 из 13                              | 4     |
| 1994 | Линарес        | Международный турнир | 6         | 2   | 5         | 8½ из 13                             | 2-3   |
| 1995 | Линарес        | Международный турнир | 3         | 0   | 10        | 8 из 13                              | 3     |
| 1997 | Мадрид         | Международный турнир | 5         | 1   | 3         | 6½ из 9                              | 1-2   |
| 1998 | Вейк-ан-Зее    | Международный турнир «А» | 4         | 2   | 7         | 7½ из 13                             | 3-5   |
|      | Линарес        | Международный турнир | 5         | 3   | 4         | 7 из 12                              | 2     |
|      | Касорла        | Претендентский матч с Крамником | 2         | 0   | 7         | 5½ из 9                              |       |
| 2000 | Тегеран        | Нокаут-чемпионат мира ФИДЕ |           |     |           | финал                                | 2     |
| 2007 | Москва         | 2-й мемориал Таля | 3         | 2   | 4         | 5 из 9                               | 2     |
|      | Ханты-Мансийск | Кубок Мира 1/64, матч против Р. Гвазе 1/32, матч против А. Шульмана 1/16, матч против А. Онищука 1/8, матч против В. Акопяна Четвертьфинал, матч против Д. Яковенко Полуфинал, матч против С. Карякина Финал, матч против Г. Камского | 2 1 2 0 0 | 0 1 | 0 1 0 2 3 | 2 из 2 1½ из 2 2 из 2 1 из 2 1½ из 4 |       |
| 2008 | Пойковский     | 9-й международный турнир | 3         | 1   | 5         | 5½ из 9                              | 1-4   |
| 2009 | София          | 5-й международный турнир | 3         | 0   | 7         | 6½ из 10                             | 1     |
| 2010 | Вейк-ан-Зее    | 72-й международный турнир | 5         | 2   | 6         | 8 из 13                              | 2-3   |
| 2010 | Шанхай         | Международный турнир | 3         | 0   | 3         | 12 из 18                             | 1     |
|      | Хогевен        | 14-й международный турнир | 2         | 1   | 3         | 3½ из 6                              | 2     |
| 2011 | Вейк-ан-Зее    | 73-й международный турнир | 1         | 6   | 6         | 4 из 13                              | 14    |
|      | Биль           | 44-й международный шахматный турнир | 2         | 2   | 6         | 12 из 30                             |       |
| 2014 | Пойковский     | 15-й международный шахматный турнир | 1         | 0   | 8         | 5 из 9                               | 3-4   |

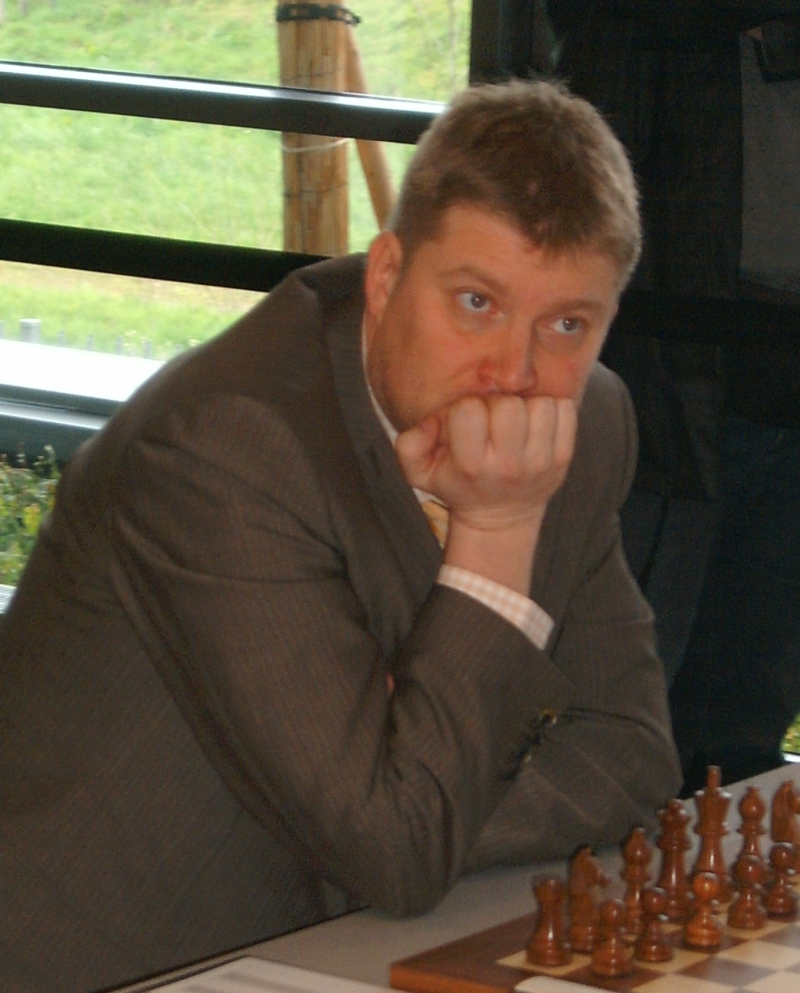
Алексей Широв, 2007

## Книги
- Огонь на шахматной доске. — М.: Русский шахматный дом, 2016. — Т. 1. — 328 с. — (Великие шахматисты мира). — ISBN 978-5-94693-446-6.
- Огонь на шахматной доске. Том 2. — М.: Русский шахматный дом, 2017. — Т. 2. — 280 с. — (Великие шахматисты мира). — ISBN 978-5-94693-608-8.
- Fire on Board, Shirov’s Best Games. — Everyman Chess, 1997. — Т. 1. — 240 с. — ISBN 978-1-85744-150-5.
- Fire on Board, Part 2: 1997—2004. — Everyman Chess, 2005. — Т. 2. — 192 с. — ISBN 978-1-85744-382-0.
- Fire on Board: Best Games from 1983-2004. — Everyman Chess, 2017. — Т. 3. — 440 с. — ISBN 978-1-78194-397-7.

## Изменения рейтинга
| Графики недоступны из-за технических проблем. См. информацию на Фабрикаторе и на mediawiki.org. |